# 里貝克龍獸屬
里貝克龍獸屬（學名：Riebeeckosaurus）是已滅絕合弓綱的一屬，屬於恐頭獸亞目的貘頭獸科。目前只有發現兩個頭顱骨，化石發現於南非卡魯盆地的波弗特群（Beaufort Group）地層，來自於其中的貘頭獸組合帶（Tapinocephalus Assemblage Zone）中層，地質年代為二疊紀中期。里貝克龍獸的身長約2.5公尺，體重約500公斤，是種中型的草食性動物。里貝克龍獸有狹長的口鼻部，以及狹窄的矢狀嵴。